# Uncinia debilior
Uncinia debilior är en halvgräsart som beskrevs av Ferdinand von Mueller. Uncinia debilior ingår i släktet Uncinia och familjen halvgräs.
Artens utbredningsområde är Lord Howeön. Inga underarter finns listade i Catalogue of Life.